# رودولف کارگوس

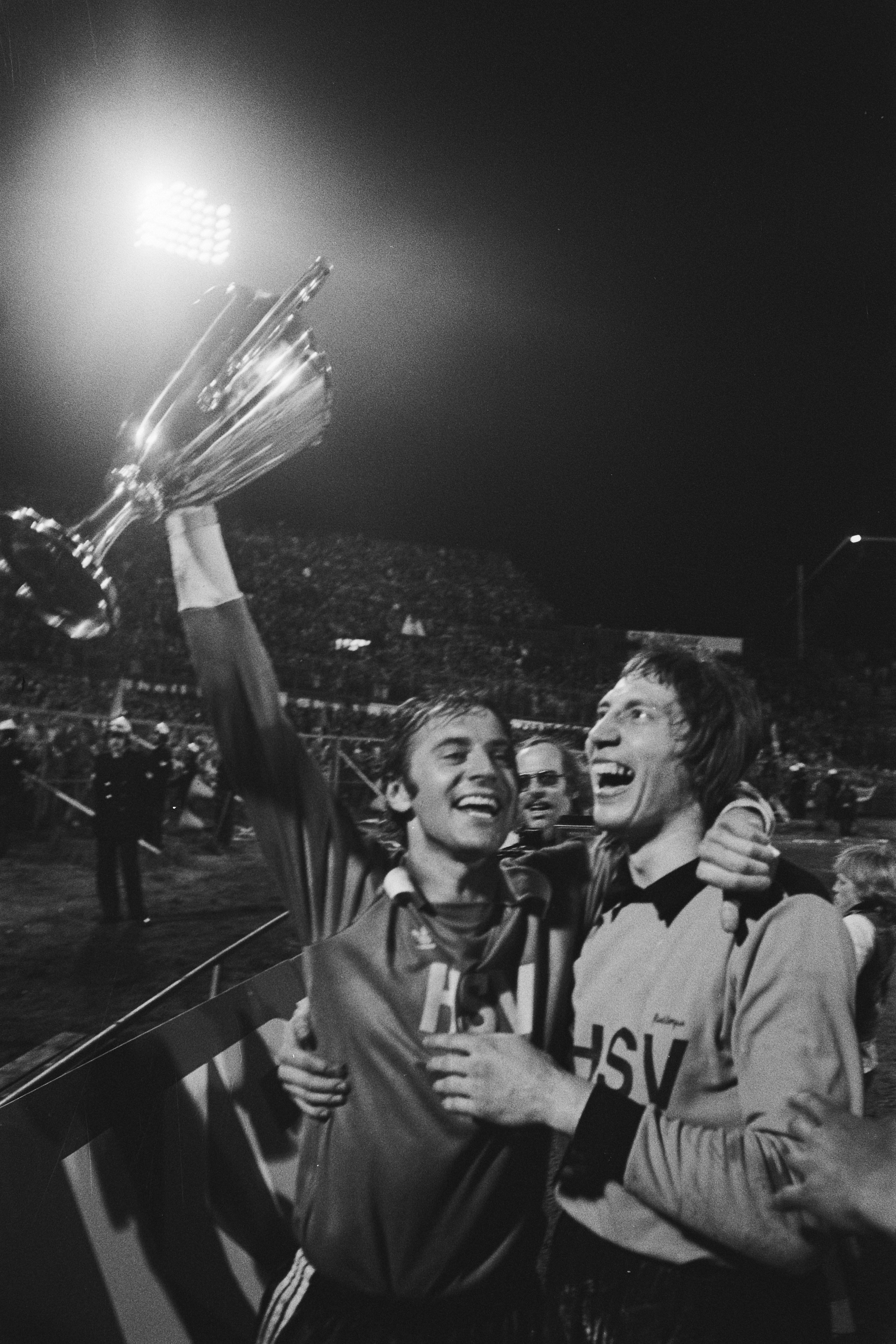
رودولف کارگوس سال ۱۹۷۷

رودولف کارگوس (به آلمانی: Rudolf Kargus) بازیکن فوتبال و دروازه‌بان اهل آلمان است که از سال ۱۹۷۵ میلادی عضو تیم ملی فوتبال آلمان بوده‌است. وی در ۳ بازی ملی حضور داشته است و آخرین بازی ملی خود را در سال ۱۹۷۷ میلادی انجام داد. رودولف کارگوس در بازی‌های ملی‌اش گلی به ثمر نرساند.